# Kodži Tanaka
Kodži Tanaka (japonsko 田中 孝司), japonski nogometaš in trener, * 2. november 1955.
Za japonsko reprezentanco je odigral 20 uradnih tekem.